# Estación Carmen de Patagones
Carmen de Patagones es una estación ferroviaria ubicada en la ciudad del mismo nombre, en el Partido de Patagones, Provincia de Buenos Aires, Argentina.

## Servicios
Pertenece al ramal del Ferrocarril General Roca entre las estaciones de Bahía Blanca y Carmen de Patagones. Desde principios de 2011 no presta servicios de pasajeros.
Era la estación terminal del servicio diésel de larga distancia que se prestaba entre esta y la estación Constitución. Los servicios eran prestados por la empresa Ferrobaires que argumentó el cese del servicio por una tormenta de arena que interrumpió el tráfico semanal a Patagones. A pesar de que posteriormente Ferrobaires limpió la vía y en agosto de 2010 se habilitó el servicio hasta Stroeder, con la intención de llegar a Patagones en un supuesto corto plazo, esto jamás ocurrió y por el contrario fue cancelado nuevamente por causas desconocidas. El cierre desconectó al ramal que recorre Río Negro desde Viedma a Bariloche y que la conecta con Buenos Aires.
Aunque parezca irrisorio, esta estación no estuvo nunca combinada con la de Viedma. Si se deseaba hacer el viaje, había que esperar seis días en Carmen de Patagones una vez arribado de Bariloche. La causa de esto fue la falta de acuerdo entre el Gobierno de Buenos Aires y el de Río Negro.
En abril de 2011 fueron cancelados los servicios de pasajeros, llegando los trenes de Constitución sólo hasta Bahía Blanca. Las intenciones de reabrir el servicio se vieron frustradas por las rupturas de las máquinas disponibles y un choque de trenes que complicarían más el servicio ya en decadencia de la empresa.
El 2 de agosto de 2019, la empresa provincial Tren Patagónico S.A. anunció la extensión de sus servicios desde la estación Viedma a Carmen de Patagones a partir del 9 de agosto de 2019. 
Si bien se hizo un viaje inaugural aquel día, partiendo desde Carmen de Patagones con destino a San Carlos de Bariloche, la realidad es que el servicio prometido nunca se llevó a cabo, lo cual fue duramente criticado como una jugada política del oficialismo para conseguir votos, ya que el evento fue realizado días previo a las elecciones primarias (PASO), celebradas el 11 de agosto de aquel año. Apenas una semana después de reabierto, el servicio terminó nuevamente suspendido.
Hoy en día, la estación se encuentra en un avanzado estado de deterioro, producto del abandono del edificio por parte de las autoridades y de la ausencia de servicio de transporte. Gran parte del predio ferroviario fue utilizado para la creación de un barrio ProCreAr; mientras que el resto del predio hoy es utilizado como parque público y como sede de la Fiesta de la Soberanía Patagónica, celebrada en la semana del 7 de marzo.
Asimismo, se suele utilizar a la estación como predio para la feria de frutas y verduras, y como lugar de revisión técnica para los automóviles.

## Ubicación
La estación Carmen de Patagones está ubicada en el Boulevard Juan de la Piedra al 200, entre las calles Garibaldi y Bernardino Rivadavia, en el barrio Colonia Ferroviaria de la ciudad maragata, a un kilómetro y medio del Casco Histórico (centro de la ciudad).
Se encuentra ubicada a 920 kilómetros de la estación Constitución y a unos 7 kilómetros al norte de Viedma, Capital de Provincia de Río Negro, que se encuentra en jurisdicción del Departamento Adolfo Alsina.